# Mitchell Hope
Mitchell Hope (ur. 27 czerwca 1994 w Melbourne) – australijski aktor i model. Najbardziej znany z Down The Way (2012) i Yes Mum (2012). Od 2015 roku występował jako Ben, syn Belli i Bestii, znanych z Pięknej i Bestii w filmach Disney Channel: Następcy (2015), Następcy 2 (2017) i Następcy 3 (2019).

## Kariera
Występował w krótkometrażowych filmach Down The Way z 2012 roku, w którym grał Jonno oraz Yes Mum, w którym grał Ryana. Ponadto miał także niewielkie role w kilku filmach i serialach. W 2014 roku zagrał młodego Tima w jednym z odcinków miniserialu Never Tear Us Apart. W 2014 roku ogłoszono, że wystąpi w filmie Disney Channel Original Movies pt. Następcy jako Ben, nastoletni syn Belli i Bestii. Judy Taylor, starszy wiceprezes produkcji Disney Channel, powiedziała: „Intrygował nas naturalny styl aktorstwa Mitchella, chłopięcy urok i osobowość, a kiedy przywieźliśmy go do Los Angeles, aby zagrał u boku Dove Cameron, było oczywiste, że doskonale wcieli się we wrodzoną dobrą naturę Bena i poczucie sprawiedliwości, które reprezentuje ta postać”.

## Życie prywatne
Spotykał się z aktorką Taylą Audrey. Urodził się i wychował w Melbourne, jednak dla filmów z cyklu Następcy przeprowadził się do Los Angeles. Jego matka nazywa się Lisa. Ma dwóch braci o imieniu Jonah i Tobias. Aktor ma 180 cm wzrostu (5'9'' ft).

## Filmografia

### Filmy
| Rok  | Tytuł        | Rola  | Nota                 |
| ---- | ------------ | ----- | -------------------- |
| 2012 | Yes Mum      | Jonno | film krótkometrażowy |
| 2012 | Down The Way | Ryan  | film krótkometrażowy |
| 2015 | Następcy     | Ben   | główna rola          |
| 2017 | Następcy 2   | Ben   | główna rola          |
| 2019 | Następcy 3   | Ben   | główna rola          |

### Seriale
| Rok     | Tytuł                       | Rola      | Nota                             |
| ------- | --------------------------- | --------- | -------------------------------- |
| 2014    | Never Tear Us Apart         | Młody Tim | miniserial, sezon 1, odcinki 1–2 |
| od 2015 | Następcy: Świat Potępionych | Ben       | miniserial, dubbing angielski    |